# Dekanat miński VII
Dekanat miński VII – jeden z siedmiu miejskich dekanatów wchodzących w skład eparchii mińskiej Egzarchatu Białoruskiego Patriarchatu Moskiewskiego.

## Parafie w dekanacie
- Parafia Przemienienia Pańskiego w Mińsku
  - Cerkiew Przemienienia Pańskiego w Mińsku
- Parafia św. Serafina z Sarowa w Mińsku
  - Cerkiew Świętych Starców Optyńskich w Mińsku
- Parafia św. Sergiusza z Radoneża w Mińsku
  - Cerkiew św. Sergiusza z Radoneża w Mińsku
- Parafia Wprowadzenia Najświętszej Maryi Panny do Świątyni w Mińsku
  - Cerkiew św. Gabriela Zabłudowskiego w Mińsku
- Parafia Ikony Matki Bożej „Władająca” w Mińsku
  - Cerkiew Ikony Matki Bożej „Władająca” w Mińsku

## Galeria

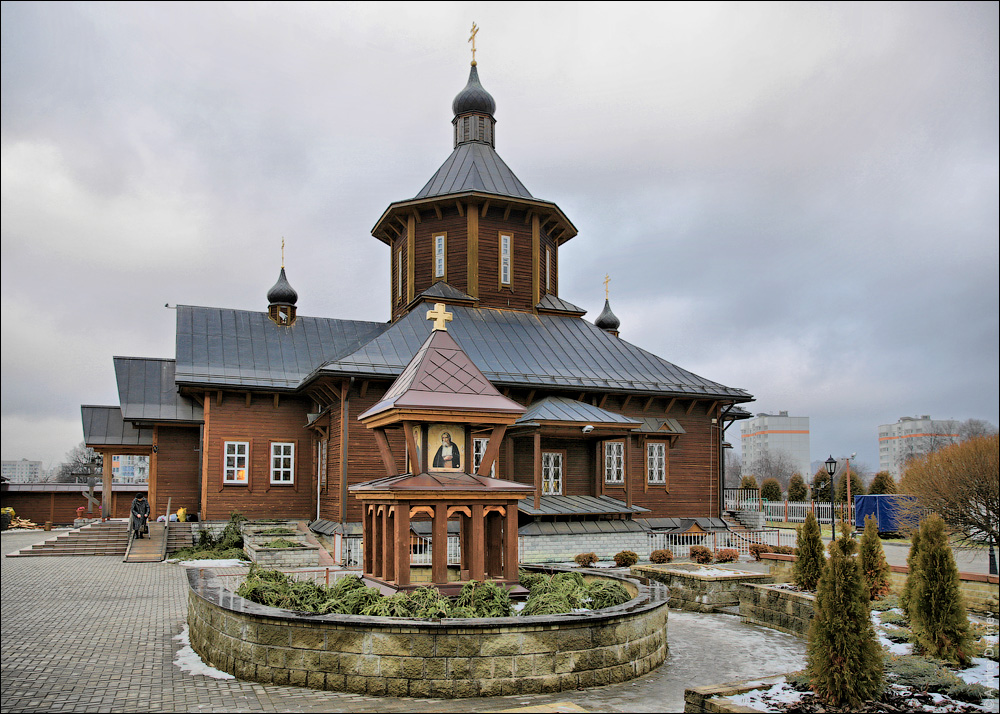
Cerkiew Świętych Starców Optyńskich w Mińsku
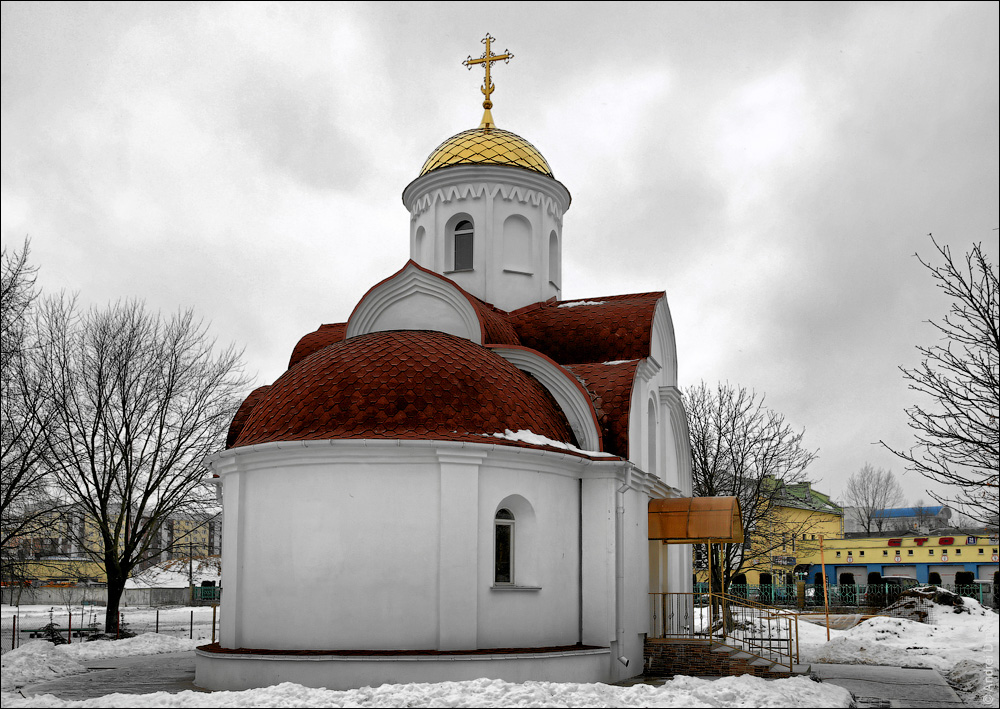
Cerkiew św. Gabriela Zabłudowskiego w Mińsku